# Bruno Bichir
Bruno Bichir Nájera (Cidade do México, 6 de outubro de 1967) é um ator mexicano, conhecido pela participação na série Narcos.